# Brigitte Zypries
Brigitte Zypries (Kassel, 16 novembre 1953) è una politica tedesca, membro del Partito Socialdemocratico di Germania (SPD).

## Biografia
Dopo aver superato l'Abitur nel 1972, ha studiato giurisprudenza all'Università Justus-Liebig di Gießen, dove ha conosciuto Frank-Walter Steinmeier. Durante gli studi, che ha completato nel 1978 con il conseguimento della laurea in legge, ha lavorato con Steinmeier nella redazione della rivista trimestrale di sinistra Demokratie und Recht, supervisionata dall'Ufficio dell'Assia per la protezione della Costituzione.
Tra il 1978 e il 1980 ha lavorato come tirocinante presso il Tribunale distrettuale di Giessen e nello stesso anno ha conseguito la seconda laurea in legge.

### Carriera
Nel 1985 è diventata ricercatrice presso l'Università di Gießen e segretaria della Cancelleria regionale dell'Assia, il cui ministro presidente era il socialdemocratico Holger Börner. Dopo tre anni, è stata assunta come ricercatrice presso il Primo Senato della Corte costituzionale federale ( Bundesverfassungsgericht - BVerfG)) a Karlsruhe, incarico che ha mantenuto sino al 1991.
In seguito è entrata a far parte della Cancelleria della Bassa Sassonia sotto il ministro socialdemocratico Gerhard Schröder, come capo della divisione di diritto costituzionale. Nel 1995 è stata promossa a capo del dipartimento.

### Incarichi politici

#### Segretaria di Stato
Nel 1991 è divenuta membro del Partito Socialdemocratico di Germania (SPD). Nel 1997 è stata nominata Segretaria di Stato presso il Ministero delle Donne della Bassa Sassonia. L'anno successivo, dopo la formazione della coalizione di maggioranza rosso-verde a livello federale, è stata scelta come Segretaria di Stato amministrativo presso il Ministero federale dell'Interno. In questa veste ha presieduto la Commissione dei Segretari di Stato per la gestione del programma di modernizzazione dell'amministrazione federale a partire dal 1999.

#### Ministra federale della Giustizia
Il 22 ottobre 2002, è stata nominata Ministra federale della Giustizia nella seconda alleanza SPD/Verdi nel Governo Schröder II. Tre anni dopo, il 22 novembre 2005, è stata confermata nell'incarico di ministro nel primo Governo Merkel, sostenuto dalla grande coalizione, guidato dalla cancelliera cristiano-democratica Angela Merkel.
Nell'agosto 2006, si vociferava di una sua nomina a membro della Corte costituzionale federale nel 2008, ma lei ha formalmente negato. Nell'agosto 2009 ha criticato la scelta di Karl-Theodor zu Guttenberg, Ministro federale dell'Economia, di affidare a una società privata la stesura di un disegno di legge, denunciando uno "spreco di denaro pubblico".

#### Deputata al Bundestag
Alle elezioni federali del 27 settembre 2009 è stata rieletta al Bundestag con appena il 35% dei voti, ha lasciato il governo un mese dopo, quando Angela Merkel ha formato una coalizione con i liberali. In seguito è entrata a far parte della commissione parlamentare per la Cultura e i Media, ricoprendo al contempo la carica di avvocato per il gruppo SPD.

#### Segretaria di Stato e Ministra dell'Economia
Dopo le elezioni federali del 2013 e la formazione di una grande coalizione, è stata nominata Segretaria di Stato presso il Ministero dell'Economia e dell'Energia. È la prima ex ministra ad accettare questa posizione. Dopo il rimpasto del 27 gennaio 2017, è stata nominata Ministra dell'Economia e dell'Energia, in sostituzione di Sigmar Gabriel, nominato Ministro degli Affari Esteri. È stata la prima donna a ricoprire questa carica.